# Peter Ligendza
Peter Ligendza (* 1943 in Jauer in Schlesien) ist ein deutscher Oboist und Dirigent.

## Leben
Peter Ligendza wuchs in Naila in Oberfranken auf. Er studierte von 1960 bis 1965 am Bayerischen Staatskonservatorium für Musik in Würzburg bei Kurt Hausmann und an der Hochschule für Musik Hannover bei Kurt Kessler. 1970–1974 folgte ein privates Dirigierstudium.
Von 1965 bis 1969 war er stellvertretender Solooboist im Opernorchester der Städtischen Bühnen Saarbrücken. Danach war er als Oboist freiberuflich tätig u. a. bei der Bachwoche Ansbach, den Münchner Philharmonikern und den Bachorchestern St. Johannis (Würzburg) und St. Michaelis (Hamburg). In den Jahren 1970/71 übernahm er die Vertretung des Solo-Oboisten im Orchester des Münchner Gärtnerplatztheaters und 1977/78 die Vertretung des Solo-Oboisten im Sinfonieorchester des schwedischen Rundfunks (Sveriges Radios Symfoniorkester).
Als Solist spielte Ligendza auch mit Norrköpings Sinfonieorchester und mit dem Orchester der Stockholmer Königlichen Oper (Kungliga Hovkapellet). Mit ihm gibt es Rundfunkaufnahmen beim Sender Freies Berlin, dem Bayerischen Rundfunk, Sveriges Radio und Sveriges Television. Mit der Sopranistin Catarina Ligendza und Musikern der Berliner Philharmoniker nahm er bei der Deutschen Grammophongesellschaft die Neun Deutsche Arien von Georg Friedrich Händel auf (DGG 2536380).
Peter Ligendza dirigierte Trondheims Sinfonieorchester, das Niederösterreichische Tonkünstlerorchester, die Bläser des Radiosinfonieorchesters Stockholm und das Sinfonische Blasorchester der norwegischen Armee („Försvarets Musikk“) in Trondheim.
1991–1997 war Peter Ligendza Dirigent und künstlerischer Leiter des schwedischen Orchesters „Jämtlands sinfonietta“  und der Kammermusikvereinigung „Östersunds serenadensemble“ mit denen er Tourneen in Schweden, Finnland, Deutschland und Österreich durchführte. Ligendza hat Interpretationskurse für Kammermusik, u. a. am Konservatorium in Trondheim und im schwedischen Ljusdal gegeben.
Peter Ligendza ist mit der schwedischen Opernsängerin Catarina Ligendza verheiratet und lebt heute bei Nürnberg.